# Mouvement des socialistes
Ne doit pas être confondu avec Mouvement socialiste.
Le Mouvement des socialistes (en serbe cyrillique : Покрет социјалиста ; en serbe latin : Pokret socijalista ; en abrégé : PS) est un parti politique de gauche serbe créé en 2008. 
Il a son siège à Belgrade et est présidé par Bojan Torbica.

## Historique
En 2008, le Mouvement des socialistes est fondé par Aleksandar Vulin et par d'autres dirigeants du Parti socialiste de Serbie (SPS) en désaccord avec la nouvelle politique pro-européenne du parti et avec sa participation à une alliance gouvernementale avec le Parti démocratique (DS) du président Boris Tadić au sein des gouvernements de Mirko Cvetković.
En 2010, le PS entre dans une coalition avec le Parti progressiste serbe (SNS), Nouvelle Serbie (NS) et le Mouvement Force de la Serbie (PSS)  dans le but de former une liste électorale commune pour les élections législatives serbes de 2012.
Ainsi, lors des élections de 2012, le mouvement participe à la coalition Donnons de l'élan à la Serbie, emmenée par Tomislav Nikolić, qui était alors président du Parti progressiste serbe. Un membre du mouvement, Dragan Todorović, est élu député à l'Assemblée nationale de la république de Serbie et est inscrit au groupe parlementaire du SNS.

## Présidents du parti
| # | Président        | Naissance–Décès | Début           | Fin             |
| - | ---------------- | --------------- | --------------- | --------------- |
|   | Aleksandar Vulin | 1972–           | 7 août 2008     | 5 décembre 2022 |
|   | Bojan Torbica    | 1974–           | 5 décembre 2022 | en cours        |

## Résultats électoraux

### Élections législatives
| Année       | Tête de liste | Voix      | %     | Sièges  | Gouvernement          |
| ----------- | ------------- | --------- | ----- | ------- | --------------------- |
| Ana Brnabić | 2020          | 1 953 998 | 60,65 | 3 / 250 | Brnabić II            |
| Ana Brnabić | 2022          | 1 635 101 | 44,27 | 2 / 250 | Soutien à Brnabić III |